# Lisario o il piacere infinito delle donne
Lisario o il piacere infinito delle donne è un romanzo scritto da Antonella Cilento.
È edito Mondadori ed è ambientato nella Napoli del seicento, in tono tragico e comico; finalista al Premio Strega e vincitore del Premio Letterario Boccaccio, è stato tradotto in più lingue.
Racconta la storia di una ragazza muta che riesce ad esprimere in modo esplicito il proprio punto di vista solo attraverso la scrittura di lettere alla Madonna. Sposa un medico che la usa come un oggetto per scoprire il funzionamento dell'orgasmo femminile.
Secondo la critica letteraria Giovanna Rosa «è la storia di una “bella addormentata”», un racconto che «sfugge a ogni etichetta – neoromanzo storico, favola barocca, new epic postmoderno – e punta a coinvolgere i lettori in una ghiribizzosa avventura di penna».

## Edizioni

### Italiane
- (IT) Antonella Cilento, Lisario o il piacere infinito delle donne, Milano, Mondadori, 2014,  p. 297, ISBN 978-88-5204-826-5.
- (IT) Antonella Cilento, Lisario o il piacere infinito delle donne, Milano, Mondadori, 2014,  p. 297, ISBN 978-88-0463-447-8.
- (IT) Antonella Cilento, Lisario o il piacere infinito delle donne, Milano, Mondadori, 2015,  p. 297, ISBN 978-88-0464-979-3.

### Spagnole
- (ES) Antonella Cilento, Lisario o el placer infinito de las mujeres, traduzione di Carlos Gumpert, Barcelona, Alfaguara, 2015,  p. 328, ISBN 978-84-2041-877-3.
- (ES) Antonella Cilento, Lisario o el placer infinito de las mujeres, traduzione di Carlos Gumpert, Barcelona, Alfaguara, 2015,  p. 328, ISBN 978-60-7113-661-9.

- (ES) Antonella Cilento, Lisario o el placer infinito de las mujeres, Barcelona, Alfaguara, 2015, ISBN 978-84-2041-878-0.[6]

### Tedesche
- (DE) Antonella Cilento, Lisario oder die unendliche Lust der Frauen, traduzione di Verena Koskull, Monaco di Baviera, btb Verlag, 2017,  p. 320, ISBN 978-36-4116-758-5.[7]

### Francesi
- (FR) Antonella Cilento, Lisario ou le plaisir infini des femmes, traduzione di Marguerite Pozzoli, Arles, Éditions Actes Sud, 2016,  p. 374, ISBN 978-23-3006-103-6.[8]
- (FR) Antonella Cilento, Lisario ou le plaisir infini des femmes, traduzione di Marguerite Pozzoli, Arles, Éditions Actes Sud, 2016, ISBN 978-23-3006-512-6.[9]